# Oberösterreich
Oberösterreich er en delstat i Østrig. Mod nord grænser den til Bayern i Tyskland og Sydbøhmen i Tjekkiet, mod øst til Niederösterreich, mod syd til Steiermark og mod vest til Salzburg. Arealmæssigt er Oberösterreich Østrigs fjerdestørste delstat, og med en befolkning på 1,4 mio. er den landets tredjestørste.
Topografisk er Oberösterreich mod nord præget af granit- og gnejsplateau med bjerghøjder op til 1.000 m., mens den sydlige del består af bjergkæder i de nordlige kalkalper med bjerghøjder op til 3.000 m. Knap 40% af delstaten er dækket skov.
To af Østrigs største søer Attersee og Traunsee er beliggende i Oberösterreich, og delstatens største floder er Donau, Inn, Salzach, Enns og Traun.
Landdagens to største partier er ÖVP og SPÖ med hhv. 28 og 14 mandater.

## Geografi
Navnet Oberösterreich betyder på dansk Øvre Østrig, modsat Niederösterreich, der betyder Nedre Østrig. I middelalderen var Bayern den dominerende magt i området, og set fra Bayern omtaltes området vest for ("oven for") floden Enns som Oberösterreich. Oberösterreichs oprindelige navn er Erzherzogtum Österreich ob der Enns. Enns er i dag grænseflod mellem Ober- og Niederösterreich.
Oberösterreich er med et areal på 11.987 km² Østrigs fjerdestørste delstat. 39,3% er dækket af skov, 0,3% er bjergområde og 46,8% anvendes til landbrugsformål. Oberösterreich har den tredjestørste andel landbrugsareal af de 9 delstater efter Niederösterreich og Burgenland. Længden af statsgrænsen mod Tyskland er 189 km og mod Tjekkiet 130 km. Floderne Donau og Enns udgør en del af grænsen til Tyskland.
Geografisk er Oberösterreich af historiske årsager inddelt i fire regioner: Hausruckviertel, Innviertel, Mühlviertel og Traunviertel. Den regionale inddeling har ingen administrativ eller politisk betydning.
Delstaten falder landskabsmæssigt i 3 områder:
- Den nordlige del af delstaten mod Passau i Tyskland og nord for Donau, der er formet af et granit- og gnejsplateau med maksimale bjerghøjder omkring 1.300 m.o.h., som mod nord fortsætter i Böhmerwald.
- Området syd for Donau består af alpeforland tildels med fladt landbrugsland og bakket landskab. Mod vest ligger den lave bjergryg Hausruck.
- Det sydlige område langs grænsen til Salzburg og Steiermark med de nordlige kalkalper med bjerghøjder op til knap 3.000 m.[4]

### Bjerge
Oberösterreich har sammen med Salzburg og Steiermark andel i Dachstein, der er på UNESCOs Verdensarvsliste. Selve bjerget Hoher Dachstein i delstatens sydvestlige hjørne med en højde på 2.995 m er Oberösterreichs højeste. Mod øst går Dachstein over i Totes Gebirge med bl.a. bjergene Großer Priel og Spitzmauer, der begge har en højde omkring 2.500 m. Disse bjergkæder udgør Oberösterreichs sydgrænse mod Steiermark.
Nord for disse bjerge mod delstatens sydøstlige grænse mod Niederösterreich ligger Oberösterreichische Voralpen med bl.a. bjergmassiverne Reichraminger Hintergebirge og Sengsengebirge. I Sengsengebirge ligger Hoher Nock, der med en højde på 1.964 m. er det højeste i Oberösterreichische Voralpen.
Ved Oberösterreichs nordvestgrænse til Tyskland og Tjekkiet har delstaten andel i Böhmerwald med det 1.378 m. høje Plöckenstein.

### Søer
Flere af Østrigs største søer ligger i Oberösterreich, og de fleste er beliggende i Salzkammergut i delstatens sydvestlige del. Den største sø er Attersee, der med en størrelse på 45,9 km² samtidig er Østrigs største sø (når der bortses fra Bodensøen og Neusiedler See, som kun ligger delvist i Østrig). Næststørste sø i såvel Oberösterreich og Østrig er Traunsee (24,5 km²), der med en dybde på 191 m. også er Østrigs dybeste sø. Dernæst følger i størrelsesorden Mondsee og Hallstätter See.

### Floder
De største floder i Oberösterreich er (med længde gennem Oberösterreich) Donau (111 km), Inn (68 km), Salzach (40 km), Enns (90 km), Traun (132 km) og Steyr (67 km).
Donau og Enns danner grænse til Niederösterreich. Fra grænsen til Tyskland flyder Donau mod øst, hvor den deler Oberösterreich i to dele. I Mauthausen, hvor Enns munder ud i Donau, udgør Donau Oberösterreichs sydgrænse til Niederösterreich. Enns-floden udgør fra Donau mod nord til Steyr i syd en del af Oberösterreichs østlige grænse til Niederösterreich.
Donau udgør den nordlige grænse til Tyskland, mens Inn og Salzach udgør vestgrænsen til Tyskland.
Øvrige floder i Oberösterreich er Ager, Alm, Aschach, Krems, Mattig, Große Mühl, Kleine Mühl, Naarn, Rodl, Aist, Antiesen, og Vöckla.

### Klima
Vejrmæssigt er Oberösterreich præget af de store landskabsmæssige forskelle mellem den nordlige og sydlige del af landet. De nordlige og centrale dele af delstaten er præget af nordvestenvind med de laveste nedbørsmængder under 1.000 mm årligt, mens den sydlige del med højt bjerglandskab har langt højere nedbørsmængder over 2.000 mm årligt. I Dachsteinområdet når nedbørsmængderne omkring 3.000 mm årligt.
| Lokalitet    | Højde moh. | Årsnedbør (mm) | Middeltemperatur (°C) | Middeltemperatur (°C) | Middeltemperatur (°C) |
| Lokalitet    | Højde moh. | Årsnedbør (mm) | År                    | Januar                | Juli                  |
| ------------ | ---------- | -------------- | --------------------- | --------------------- | --------------------- |
| Linz         | 263        | 832,4          | 9,4                   | -0,7                  | 19,1                  |
| Freistadt    | 548        | 699,5          | 6,9                   | -3,0                  | 16,9                  |
| Kollerschlag | 725        | 1018,7         | 6,8                   | -2,8                  | 16,4                  |
| Mondsee      | 491        | 1545,1         | 8,7                   | -0,5                  | 17,8                  |
| St. Wolfgang | 539        | 1429,2         | 8,3                   | -1,0                  | 17,5                  |
| Krippenstein | 2050       | 1852,8         | 0,9                   | -5,4                  | 8,4                   |
| Weyer        | 428        | 1395,0         | 8,1                   | -1,8                  | 17,3                  |

Det varmeste område i Oberösterreich er bækkenet omkring Linz, der har en årlig gennemsnitstemperatur på 9 °C. Bjergegnene mod nord i Böhmerwald og Alperne mod syd har en gennemsnitstemperatur mellem 1 til 6 °C. I 2.000 m højde ligger gennemsnitstemperaturen omkring 1 °C.

## Befolkning
Oberösterreich havde i 2011 1.412.640 indbyggere og er befolkningsmæssigt Østrigs tredjestørste delstat efter Wien og Niederösterreich. Oberösterreich har oplevet et kontinuerligt stigende befolkningstal, men sammensætningen af befolkningsbalancen har ændret sig markant siden 1960'erne. I 1961 skete befolkningsvæksten udelukkende ved et stort fødselsoverskud men herefter har fødselstallet været kraftigt faldende, og befolkningstilvæksten skyldes i højere grad tilvandring.
|                                                        | 1961   | 2002   | 2010   |
| ------------------------------------------------------ | ------ | ------ | ------ |
| Levendefødte                                           | 24.538 | 13.880 | 13.752 |
| Dødsfald                                               | 12.005 | 12.489 | 12.427 |
| Fødselsbalance                                         | 12.622 | 1.391  | 1.325  |
| Udvandret, indland                                     | -      | 8.918  | 12.003 |
| Udvandret, udland                                      | -      | 8.938  | 9.281  |
| Indvandret, indland                                    | -      | 7.506  | 9.201  |
| Indvandret, udland                                     | -      | 13.103 | 12.204 |
| Vandringsbalance                                       | -2.024 | 2.753  | 121    |
| Befolkningsbalance (fødselsbalance + vandringsbalance) | 10.598 | 4.144  | 1.446  |

Frem til 2050 forventes en befolkningstilvækst på 8,4%, og Oberösterreich ligger som nr. 6 blandt de 9 delstater og under landsgennemsnittet på 11,6%.
| Statsborgerskab                    | Antal)    |
| ---------------------------------- | --------- |
| Østrig                             | 1.297.731 |
| EU-lande (før 2004)                | 22.521    |
| EU-lande (indtrådt 2004)           | 8.760     |
| EU-lande (indtrådt 2007)           | 6.593     |
| Schweiz/EFTA                       | 619       |
| Tidl. Jugoslavien ekskl. Slovenien | 44.955    |
| Tyrkiet                            | 14.026    |
| Øvrig Europa inkl. Rusland         | 4.653     |
| Afrika                             | 2.415     |
| Nord-, mellem- og sydamerika       | 1.859     |
| Asien                              | 6.844     |
| Oceanien                           | 142       |
| Andet                              | 1.522     |
| I alt                              | 1.412.640 |

I følge folketællingen fra 2001 er 79,4% af Niederösterreichs befolkning tilhængere af den romerskkatolske kirke, 4,4% bekender sig til den protestantiske kirke, 4,0% bekender sig til islamisme og 8,8% bekender sig ikke til en trosretning.

## Historie
Oberösterreich regnes sammen med Niederösterreich som Østrigs oprindelige kernelande. Det var her kejser Otto III. skænkede et landstykke omkring Neuhofen an der Ybbs til biskoppen af Freising i 996, hvor navnet Ostarrîchi, som senere blev til Österreich, første gang nævnes i en skriftlig kilde.

### Urhistorie
De ældste vidnesbyrd på mennesker i Oberösterreich er fra ældste stenalder, hvor der er gjort fundet af stenværktøj efter neandertalere i en bjerghule i Totes Gebirge i den såkaldte Ramesch-Bärenhöhle i 2.000 meteres højde. Fundene kan dateres til tidrummet mellem 65.000 og 30.000 f.kr.
I ældre stenalder førte et mildere klima til, at gletsjere smeltede, og der skabtes et tundralandskab, hvilket skabte gode muligheder for en jægerkultur. I den yngre stenalder sker en opblomstring af landbrug, hvor mennesker dyrker jord og holder husdyr.
Mondseekulturen var en betydende kultur for Oberösterreichs område frem til omkring 1800 f.kr. med bl.a. karakteristiske pælehytter ved søer, floder og enge. 111 af disse er optaget op UNESCOs Verdensarvsliste, hvoraf 4 ligger i Oberösterreich: 3 fundsteder ved Attersee og 1 ved Mondsee.
Med bronzealderen udvikles en mere specialiseret kultur, hvor landbruget udvikledes med vogne og plove, og der opstår håndværk og handel, og minedriften udvikles.
Ved overgangen til jernalderen (800 - 400 f.kr.) er det Hallstattkulturen, som har den dominerende indflydelse. Her får udvinding og handel med salt stor betydning, og der opstår handel med andre kulturer. Prangende smykker og fremstilling af kunstgenstande vidner om en social struktur i kulturen.

### Antikken
I det 2. århundrede f.kr. levede kelterne i den sydlige del af Oberösterreich. Kelterne dannede kongeriget Noricum gennem en sammenslutning af flere keltiske stammer under ledelse af norikerne, og det udgjorde den første statsdannelse på østrigsk jord. Dette indbefattede udover det nuværende Kärnten og Steiermark dele af Niederösterreich og Oberösterreich; sandsynligvis området mellem Donau og Alperne.
Kelterne udviklede en avanceret forarbejdningsteknologi, og det keltiske jern var højt værdsat af romerne. Kelterne blev efterhånden fortrængt og omkring 15 f.kr. erobrede kejser Augustus store del af det nuværende Østrig til Donau. Kejser Claudius dannede den romerske provins Noricum, som indbefattede Oberösterreich til Donau. Langs Donau anlagde romerne en limes som forsvar mod nord. I den nuværende delstatshovedstad Linz anlagde romerne et kastel, som kaldtes Lentia. Her lå allerede en kelterby ved navn Lentos. I 191 e.kr. etablerede romerne en legionslejr i Lauriacum (nuværende Lorch). Denne fik i 212 sammen Ovilava (nuværende Wels) stadsret.

### Middelalder
Med Odoakers sejr over romerne i Noricum i 476 begyndte herefter en kontinuerlig bosættelse af bajuvarer i Noricum. Efter Romerrigets endelige fald i det 6. århundrede, trængte avarerne fra Asien ind i karpaterbækkenet og Pannonien og fortrængte derfra slaverne, der bevægede sig mod sydøst til Balkan og mod vest langs med Drau, Mur og Mürz uden at støde på modstand fra den keltoromanske befolkning. Slaviske befolkningsgrupper bosatte sig i den østlige og sydøstlige del af Oberösterreich.
Bayriske hertuger udbredte kristendommen bl.a. gennem klosterbyggerier, f.eks. Mondsee Kloster (748) og Kremsmünster Kloster (777), der blev bygget af Bayerns sidste hertug Tassilo III.
I 788 besejrer Karl den Store Tassilo III. og indlemmer Bayern som hertugdømme i Frankerriget, og øst for Enns (i Niederösterreich) etablerer han omkring år 800 Avarermarken som grænsemark til beskyttelse mod Avarerne. Avarermarken havde status af markgrevskab. Med traktaten i Verdun i 843 tilfaldt Bayern (og dermed det nuværende Oberösterreich) sammen med Avarermarken og Karantanien Østfranken.
I 907 bliver den bayerske hær slået af den ungarske i slaget ved Bratislava og ungarerne erobrer avarermarken. Enns bliver Bayerns østgrænse og Oberösterreich er dermed Bayerns østligste område. Med Lechfeldslaget i 955 tilbageerobrer Otto den Store avarermarken i tysk besiddelse, og bayrerne rykkede dermed atter øst for Enns. De etablerer et markgravskab i det nuværende Mühlviertel i Oberösterreich nord for Donau og Niederösterreich, som kaldtes Marchia Orientalis (østlige mark).
I 976 blev Leopold 1. af Babenberg-slægten forlenet med denne mark. I 996 anvendes første gang formelt navnet Ostarrîchi, som senere blev til Österreich. Det skete, da Heinrich I. den 1. november 996 kundgør, at klosteret i Freising får et jordstykke ved Neuhofen an der Ybbs i Niederösterreich: in regione vulgari vocabulo Ostarrîchi in marcha et in comitatu Heinrici comitis filii Luitpaldi marchionis. Oversat betyder det: i det område, der i folkemunde hedder Østrig, og som ligger i Leopolds søn grev Heinrichs mark og grevskab.
I Oberösterreich syd for Donau opbygger greverne af Lambach-slægten en stor magtposition, og fra 1035 bliver slægten også markgrever over Steiermark. I 1056 bliver Ottokar I. markgreve over Steiermark og Oberösterreich op til Donau. Såvel Ottokarerne og Babenbergerne var underkastet det bayeriske overherredømme, men de bayeriske hertugers indflydelse begrænsedes, da Østrig og Steiermark blev ophøjet til selvstændige hertugdømmer i hhv. 1156 og 1180.
I 1192 arver Babenbergerne Ottokarernes områder, og Babenbergerne herskede over Oberösterreich frem til 1246.

### Habsburgerne
Den 15. juni 1246 dør Frederik II. i et slag mod Ungarn i Staatz, og han efterlod sig ingen arvinger til hertugdømmet. Perioden frem til 1278 er et interregnum, hvor forskellige adelige kæmper om magten over Østrig og dermed også Oberösterreich. I perioden 1251 - 1278 regerer Ottokar II. af Bøhmen over området, og han fører en hård linje over for adelen. Da Rudolf af Habsburg i 1273 vælges til tysk-romersk konge, får han støtte af den undertrykte adel, og Rudolf besejrer Ottokar II. ved slaget på Moravafeltet i 1278. I 1281 indsætter han sin søn Albrecht som landsforvalter i Østrig, og i 1282 udnævnes han til hertug af Østrig og Steiermark, hvorved Østrig og dermed Oberösterrreich kommer under Habsburgsk overherredømme, som skulle vare helt frem til 1918.
Det lykkedes Hertug Rudolf 4. af Østrig at ophøje Østrig til et ærkehertugdømme gennem en række forfalskede dokumenter benævnt Privilegium Maius. Det gav Østrig rettigheder svarende til kurfyrsternes i det tysk-romerske rige.
Efter at den barnløse ærkehertug Ladislus Postumus (der var den første til at bære titlen ærkehertug af Østrig) døde i 1457, opstod der en strid om arvefordelingen af riget. Striden endte med, at Niederösterreich tilfaldt hans onkel Frederik 3. (der som ærkehertug af Østrig kaldtes Frederik 5.) og Oberösterreich tilfaldt Frederik 3.'s bror Albrecht VI. Herved fik Oberösterreich for første gang en egen hertug. Albrecht residerede primært i Linz, som dermed også bliver centrum for forvaltningen af Oberösterreich. Med Albrechts død i 1463, bliver Frederik III. regent i begge Donaulandene Nieder- og Oberösterreich. I 1490 gør han Linz til hovedstad for Østrig.
Fra 1520 får protestantismen godt fat i Oberösterreich, særligt understøttet af adelen. Der danner sig en stærk politisk bevægelse blandt stænderne, og med habsburgerne absolutiske indstilling til katolicismen fører det til bondeopstand i hhv. 1525, 1595 og 1626. Særligt modreformationen i 1626 bliver voldsom og bliver det største krigssammenstød på østrigsk jord under Trediveårskrigen.

### Forvaltningsreformer
I 1740 dør Karl VI., der er den sidste Habsburger i mandlig linje. Den Pragmatiske Sanktion af 1713 bestemte, at de Habsburgske Arvelande (og dermed også Oberösterreich) skulle gå udelt i arv, og der blev indført kvindelig arvefølge, hvilke banede vejen for, at Maria Theresia arvede de habsburgske lande. Det udløste imidlertid den østrigske arvefølgekrig, idet flere europæiske magter ikke ville anerkende Maria Theresia som tronfølger. I 1741 trængte franske og bayeriske tropper ind i Oberösterreich, men det lykkes Maria Theresias tropper at tilbageerobre Linz som delstatshovedstad og genoprette kontrollen over Oberösterreich.
Maria Theresia gennemfører en række reformer i Østrig, og etableringen af en stående hær betyder bygning af kaserner. Endvidere indførte hun en reformering af skatter, så en højere grad af de enkelte dellandes indtægter tilfaldt dellandet selv. Statsforvaltningen blev også reformeret, så forvaltning og domstole adskiltes, og Oberösterreich bliver i 1748 delt i forvaltningsmæssige distrikter, der får en række udøvende beføjelser.
Maria Theresias søn Josef II. forsatte fra 1780 reformerne under påvirkning af oplyst enevælde. Stændernes repræsentation i den lokale forvaltning begrænses, og der indsættes en lokal regering, der var underlagt hofkancelliet.

### 1800-tallet
Under Napoleonskrigene var Oberösterreich besat af franske tropper i hhv. 1800, 1805 og 1809 og måtte afstå den vestlige og nordvestlige del til Bayern. Ved Wienerkongressen får Oberösterreich de afståede områder tilbage, og Salzburg tilfalder Østrig og forvaltes af Oberösterreich som den femte kreds under navnet Salzburgerkreis. I 1849 udskilles Salzburg som selvstændigt kronland.
Nationale modsætninger og hungersnød efter en dårlig høst medfører en revolution i marts 1848 i Wien og dens forstæder. Kejser Ferdinand I. gav hurtigt demonstranterne en række indrømmelser, og gav pressefrihed og stillede en ny forfatning i udsigt. Oberösterreich bliver til kronlandet Österreich ob der Enns, og kejser Franz Joseph I. ophøjer det til ærkehertugdømme. Kronlandet fik en delstatsforfatning, som oprettede en Landdag med 75 medlemmer valgt ved almene og direkte valg. Første valg til Landdagen fandt sted i 1861.

### 1900-tallet
Med Habsburgrigets sammenbrud i 1918 blev Oberösterreich en delstat i den Første østrigske republik.
Den politisk ustabile situation i Østrig op til dannelsen af den austrofascistiske "Forbundsstaten Østrig" i 1934 kom det til blodige optøjer, som begyndte i Linz. Da politiet den 12. februar 1934 gennemsøgte socialdemokraternes partikontor i Linz, opstod der en voldelig opstand, som siden er gået over i historien som den østrigske borgerkrig. Opstanden bredte sig til andre byer i Oberösterreich.
Den 12. marts 1938 marcherede tyske tropper ind i Østrig i forbindelse med Østrigs Anschluss til Tyskland. Om eftermiddagen overskred Hitler grænsen ved Braunau, der var hans fødeby. Senere samme dag proklamerede han i Linz sammenslutningen af Tyskland og Østrig. Hitler inddelte Østrig i syv Reichsgaue, hvor Oberösterreich med tilslutning af den steiriske del af Salzkammergut og de tysktalende sydbøhmiske områder blev til Reichsgau Oberdonau.
Hitler gik i 1900 til 1903 på realskolen i Linz, og han gav byen en særstatus som "førerens fadderskabsby" (Patenstadt des Führers). Han ønskede at skabe en nationalsocialistisk mønsterby og udbygge den til den smukkeste by langs Donau. De fleste planer blev ikke ført ud i livet, men opbygningen af storindustri i området medførte en stor befolkningsvækst.
Koncentrationslejren Mauthausen-Gusen lå 20 km øst for Linz, og bestod af en helt række lejre fordelt ud over Oberösterrech. Næsten 200.000 mennesker blev deporteret til lejrene og halvdelen af disse døde.
Efter 2. verdenskrig blev Oberösterreich delt i 2 besættelseszoner. Den britiske zone syd for Donau og den sovjetiske zone nord for Donau. Med dannelsen af Den Anden Østrigske Republik i 1955 trækker besættelsesmagterne sig ud af Østrig, og Oberösterreich får atter status af delstat i Østrig.

## Kultur
Oberösterreichishe Landesmuseum i Linz er delstatens største museum og er formidler af Oberösterreichs natur, kultur- og kunsthistorie. Landesmuseum består af en række forskellige museer fordelt over hele Oberösterreich, bl.a. Landesgaleri samt Schloßmuseum i Linz, Frilandsmuseet Sumerauerhof, skibsfartsmuseet i Grein og Anton Brucknermindet i Ansfelden.
Ars Electronica Center i Linz er et museum for elektronisk kunst med forskellige temaer om informations- og kommunikationsteknoligi, hvor interaktive modeller kan afprøves af publikum. Lentos Kunstmuseum Linz er et museum for avantgarde kunst, og er et af Østrigs betydende museer for moderne og nutidskunst.
Kejsersommerresidensen Kaiservilla i Bad Ischl, hvor Kejser Franz Joseph i 1914 udstedte krigserklæringen mod Serbien, er åbent for rundvisninger. Museum Hallstatt er museum for den 7.000 år gamle hallstattkultur. I den tidligere koncentrationslejr Mauthausen er der indrettet et museum til minde om grusomhederne og de 100.000 ofre. Med 184.000 besøgende i 2010 hører det til en af Oberösterreichs mest besøgte udstillinger.
Landestheater Linz er Oberösterreichs største teater med omkring 230.000 gæster og mere end 700 forestillinger om året fordelt på 4 huse. Andre større teatre er Stadttheater i Wels, Stadttheater i Steyr og Theater Phönix i Linz.
Komponisten Anton Bruckner er Oberösterreichs kendteste komponist født i Ansfelden, og han har lagt navn til Koncerthuset Brucknerhaus i Linz. Han har endvidere lagt navn til Anton Bruckner Universität, der er en højskole for musik, skuespil og dans i Linz.
Stadthalle Enns afholder en lang række forskellige musikarrangementer inden for alle musikgenrer.
Der afholdes musik- og kulturfestivaler i Oberösterreich, hvor de mest besøgte er Lehár festivalen i Bad Ischl (Lehár boede i lange perioder i Bad Ischl, hvor han også er æresborger), festspillene i Bad Hall, festugen i Gmunden med deltagelse af bl.a. teatre, musiksteder og kunstmuseer i Salzkammergut samt musikfestivalen og Schubertfestivalen i Steyr og kultursommerfestivalen i Attergau.

## Politik
Oberösterreichs landdag består af 56 medlemmer, der vælges for en seksårig periode. Delstatsregeringen består af 9 medlemmer og sammensættes efter proportionalitet, dvs. at regeringen sammensættes efter partiernes antal af mandater i landdagen. Politisk er ÖVP traditionelt det største parti i delstaten, og siden 1945 har delstatsformanden uafbudt været fra dette parti. Oberösterreich er den delstat, der har haft færrest forskellige delstatsformænd, idet der siden 1945 kun har været fire:
- Heinrich Gleißner, 1945 - 1971
- Erwin Wenzl, 1971 - 1977
- Josef Ratzenböck, 1977 - 1995
- Josef Pühringer, 1995 -

Ved delstatsvalget den 27. september 2009 fordelte mandaterne i landdagen sig således:
- ÖVP, 28 mandater
- SPÖ, 14 mandater
- FPÖ, 9 mandater
- Die Grünen, 5 mandater

Udover delstatsformand Josef Pühringer (ÖVP) består regeringen af 4 medlemmer fra ÖVP, 2 medlemmer fra SPÖ, 1 medlem fra FPÖ og 1 medlem fra Die Grünen.

## Administrativ inddeling
Oberösterreich er inddelt i 15 distrikter og 3 statutarbyer. Der er endvidere 444 kommuner.
De 3 statutarbyer er (indbyggertal pr. 2011):
- Linz (189.367)
- Wels (58.713)
- Steyr (38.313)

De 15 distrikter er følgende (indbyggertal pr. 2011):
- Braunau am Inn (97.614)
- Eferding (31.743)
- Freistadt (64.982)
- Gmunden (99.529)
- Grieskirchen (62.644)
- Kirchdorf an der Krems (55.666)
- Linz-Land (138.821)
- Perg (65.626)
- Ried im Innkreis (58.680)
- Rohrbach (56.932)
- Schärding (56.517)
- Steyr-Land (58.784)
- Urfahr-Umgebung (81.152)
- Vöcklabruck (130.088)
- Wels-Land (67.569)